# Last.fm

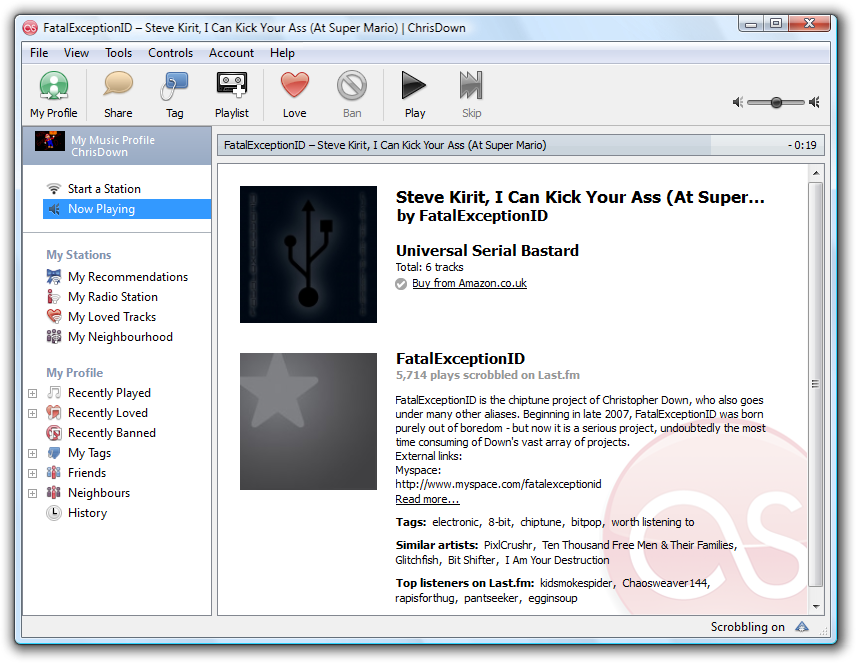
De Last.fm Scrobbler in 2006

Last.fm is een online communitywebsite en database die zich richt op muziek. De site is het resultaat van een fusie van een eerder Audioscrobbler-muzieksysteem en www.last.fm. Audioscrobbler is een bedrijf, opgericht door Richard Jones, dat zich bezighoudt met het luistergedrag van mensen die achter de computer zitten.

## Achtergrond
Het project Last.fm is momenteel het enige project van dit bedrijf. Dit project houdt zich bezig met het bijhouden van statistieken omtrent de muziek waar men naar luistert. Via speciale software kan het programma de titels en artiesten uit een digitaal geluidsmedium aflezen en in een database opslaan. Deze gegevens worden bijgehouden en op het internet gepubliceerd, waarna mensen aan de hand van muziekstijl met elkaar in contact kunnen komen. Op deze manieren wordt muziek verspreid en kunnen mensen in aanraking komen met minder bekende muziek uit de door hen geliefde genres.
Last.fm heeft in het luistergedrag van duizenden internetters veel verandering teweeggebracht. Hiervoor ontving het dan ook de Europrix, een prijs voor de beste multimediaprojecten.
De website heeft zich door de jaren heen sterk ontwikkeld en bevat tegenwoordig niet meer alleen statistieken over luistergedrag, maar werkt ook met een Last.fm Radio, waarop muziek per genre wordt afgespeeld, vriendenlijsten, "muzikale buren" (gebruikers met overeenkomstig luistergedrag), concertagenda's, discussiegroepen en tags (labels toevoegen aan muziek, bijvoorbeeld per genre of thema).

## Radiodienst
Eind mei 2007 werd Last.fm verkocht aan het mediabedrijf CBS. Op 24 maart 2009 maakte Last.fm op zijn weblog bekend dat de radiodienst niet langer gratis zou zijn buiten de Verenigde Staten, het Verenigd Koninkrijk en Duitsland, waar het bedrijf zijn meeste advertentie-inkomsten heeft. Vanaf april 2009 moesten gebruikers in andere landen betalen voor een abonnement. Sinds 28 april 2014 is de radiodienst niet langer actief.

## Software
Last.fm maakt gebruik van software, die de gebruiker van de website op zijn computer moet installeren om de gegevens uit geluidsmedia door te sturen naar de website. Deze software is in principe geschikt voor Linux, Mac en Windows. Compatibele mediaspelers omvatten, maar zijn niet beperkt tot:
- Apple TV (mits jailbreak)
- Amarok
- AmigaAMP
- Banshee
- Beep Media Player
- Deezer
- Evil Player
- Exaile
- foobar2000
- iTunes
- J. River Media Center
- JSMusicDB
- Last.fm Enigma2-plug-in voor de Dreambox
- MediaMonkey
- MPD
- Musicbee

- Muine
- musikCube
- Noatun
- Quintessential Player/QCD
- Quod Libet
- Rhythmbox
- Rockbox
- Roon HiFi-Player
- SlimServer
- Sonos
- Spotify
- VLC media player
- Winamp
- Windows Media Player
- Xbox Media Center
- XMMS

De software werkt niet alleen op de achtergrond, maar bevat ook functies voor bijvoorbeeld het luisteren naar de zogenaamde Last.fm Radio en het bekijken van informatie over artiesten. Er zijn eveneens apps beschikbaar voor Android en iOS.

## Last.fm op (mobiele) apparaten
Last.fm kan ook beluisterd worden op apparaten, zoals de Logitech Squeezebox of de Sonos spelers. Op 7 februari 2011 heeft Last.fm de voorwaarden aangepast, waardoor hiervoor altijd een betaald abonnement nodig is.